# 1924 no Brasil
Esta é uma cronologia dos fatos acontecimentos de ano 1924 no Brasil.

## Incumbentes
- Presidente do Brasil - Artur Bernardes (15 de novembro de 1922 - 15 de novembro de 1926)

## Eventos
- 5 de julho — Eclode a Revolta Paulista, a segunda revolta do Tenentismo, na cidade de São Paulo.
- 12 de julho — Inicia um levante militar em Bela Vista, Mato Grosso.
- 13 de julho — Acontece a revolta armada em Aracaju.
- 20 de julho — São realizadas as eleições municipais.[1]
- 23 de julho — A Comuna de Manaus é um movimento tenentista ocorrido no Amazonas.
- 26 de setembro —  O dia 1 de maio é consagrado à confraternidade universal das classes operárias e à comemoração dos mártires do trabalho pelo então Presidente Arthur Bernardes
- 28 de outubro — Luiz Carlos Prestes lidera os levantes tenentistas no Rio Grande do Sul, que dariam origem à Coluna Prestes.
- 5 de novembro — O dia 12 de outubro é oficializado como Dia das Crianças pelo presidente Arthur Bernardes por meio do decreto federal nº 4867.[2]

## Nascimentos
- 30 de janeiro — Jaime Caetano Braun, pajador, poeta e radialista brasileiro. (m. 1999).
- 11 de julho — César Lattes, físico. (m. 2005).

## Mortes
- 31 de março — Nilo Peçanha, sétimo presidente do Brasil (n. 1867).